# Гоуп (переписна місцевість, Нью-Джерсі)
Гоуп (англ. Hope) — переписна місцевість (CDP) в США, в окрузі Воррен штату Нью-Джерсі. Населення — 256 осіб (2020).

## Географія
Гоуп розташований за координатами 40°54′44″ пн. ш. 74°57′32″ зх. д. / 40.91222° пн. ш. 74.95889° зх. д. (40.912139, -74.958790).  За даними Бюро перепису населення США в 2010 році переписна місцевість мала площу 1,59 км², з яких 1,59 км² — суходіл та 0,00 км² — водойми.

## Демографія
Згідно з переписом 2010 року, у переписній місцевості мешкало 195 осіб у 84 домогосподарствах у складі 54 родин. Густота населення становила 122 особи/км².  Було 102 помешкання (64/км²).
Расовий склад населення:
| - 92,3 % — білих - 5,6 % — азіатів - 1,0 % — чорних або афроамериканців - 1,0 % — осіб інших рас |

До двох чи більше рас належало 0,0 %. Частка іспаномовних становила 4,6 % від усіх жителів.
За віковим діапазоном населення розподілялося таким чином: 20,0 % — особи молодші 18 років, 64,6 % — особи у віці 18—64 років, 15,4 % — особи у віці 65 років та старші. Медіана віку мешканця становила 45,4 року. На 100 осіб жіночої статі у переписній місцевості припадало 91,2 чоловіків;  на 100 жінок у віці від 18 років та старших — 100,0 чоловіків також старших 18 років.
Середній дохід на одне домашнє господарство  становив 118 686 доларів США (медіана — 83 409), а середній дохід на одну сім'ю — 159 415 доларів (медіана — 104 028). За межею бідності перебувало 8,2 % осіб, у тому числі 17,9 % дітей у віці до 18 років та 0,0 % осіб у віці 65 років та старших.
Цивільне працевлаштоване населення становило 119 осіб. Основні галузі зайнятості: освіта, охорона здоров'я та соціальна допомога — 19,3 %, роздрібна торгівля — 18,5 %, транспорт — 16,0 %.